# Hugo Fischer-Köppe
Hugo Fischer-Köppe (né le 13 février 1890 à Bielefeld, mort le 31 décembre 1937 à Berlin) est un acteur allemand.

## Biographie
Après des cours d'acteur, il commence sa carrière en novembre 1907 à Bielefeld. Il apparaît comme chanteur bouffon à Leipzig et à partir de 1909 au Schauspielhaus Potsdam. En 1912-1913, il est à Dantzig.
Participant à la Première Guerre mondiale, il est grièvement blessé à deux reprises et libéré pour le théâtre en 1917. Paul Heidemann le soutient à Berlin, où il est embauché comme bouffon pour le Theater am Nollendorfplatz pendant trois ans. Il joue sur d'autres scènes de Berlin et est également un artiste de cabaret qui interprète des chansons.
Sa carrière cinématographique commence dès 1917, mais ce n'est qu'au début de l'ère du cinéma sonore que Fischer-Köppe se fait connaître auprès d'un public plus large. Il est un artiste populaire dans les rôles militaires. Dans des rôles de figuration, il incarne des majordomes, des employés, des escrocs, des copains, des sous-officiers et d'autres personnes du peuple.
Fischer-Köppe fait des enregistrements pour Gramophon, Electrola et Telefunken.
Fischer-Köppe participe au "Reichssender Nipkow", la première télévision expérimentale allemande. Il est décédé d'une chirurgie rénale et est enterré au cimetière de Steglitz.

## Filmographie
- 1918 : Die blaue Mauritius
- 1918 : Die Kunst zum Heiraten
- 1919 : Die weiße Maus
- 1919 : Die Ehrenreichs
- 1919 : Bis früh um fünfe
- 1920 : Wenn die Liebe nicht wär…
- 1922 : Die Schatten jener Nacht
- 1922 : Die Männer der Frau Clarissa
- 1922 : Die Königin von Whitechapel
- 1922 : Der große Wurf
- 1925 : Aschermittwoch
- 1925 : Die drei Portiermädels
- 1925 : O alte Burschenherrlichkeit
- 1925 : Die Moral der Gasse
- 1925 : Krieg im Frieden
- 1926 : Der Mann ohne Schlaf
- 1926 : Le Dernier Fiacre de Berlin
- 1926 : Der Hauptmann von Köpenick
- 1926 : Wie einst im Mai
- 1926 : Gräfin Plättmamsell
- 1926 : La Casemate blindée
- 1926 : Es blasen die Trompeten
- 1927 : Das Heiratsnest
- 1927 : Rätsel einer Nacht
- 1927 : Steh' ich in finstrer Mitternacht
- 1928 : Un grand malfaiteur (de)
- 1929 : Die Konkurrenz platzt
- 1930 : Liebe im Ring
- 1930 : Achtung! – Auto-Diebe!
- 1930 : Oiseaux de nuit
- 1930 : Zwei Krawatten
- 1930 : Drei Tage Mittelarrest
- 1930 : Der Hampelmann
- 1930 : Besuch um Mitternacht. Das Nachtgespenst von Berlin
- 1931 : Schneider Wibbel
- 1931 : Danton
- 1931 : Grock
- 1931 : Der Schrecken der Garnison
- 1931 : Schachmatt
- 1931 : Meine Cousine aus Warschau
- 1931 : Der Storch streikt
- 1931 : Wer nimmt die Liebe ernst…?
- 1931 : Gloria
- 1931 : Dienst ist Dienst
- 1931 : Reserve hat Ruh
- 1931 : Hilfe! Überfall!
- 1931 : Madame hat Ausgang
- 1931 : Man braucht kein Geld
- 1932 : Der Schönste Mann im Staate
- 1932 : Die Wasserteufel von Hieflau
- 1931 : Vater geht auf Reisen
- 1932 : Aus einer kleinen Residenz
- 1932 : Ja, treu ist die Soldatenliebe
- 1932 : Zwei glückliche Tage
- 1932 : Drei von der Kavallerie
- 1932 : Die Tänzerin von Sans Souci
- 1932 : Schön war's doch
- 1932 : Mein Name ist Lampe
- 1932 : Theodor Körner
- 1932 : Annemarie, die Braut der Kompanie
- 1932 : Paprika
- 1932 : Loup-garou
- 1932 : Im Banne des Eulenspiegels
- 1932 : Der verliebte Blasekopp
- 1932 : Das Blaue vom Himmel
- 1933 : Der große Bluff
- 1933 : Zwei gute Kameraden
- 1933 : Der Traum vom Rhein
- 1933 : Glückliche Reise
- 1933 : Das lustige Kleeblatt
- 1933 : Die Wette
- 1933 : Das 13. Weltwunder
- 1934 : Der Polizeibericht meldet
- 1934 : Ein Mädel wirbelt durch die Welt
- 1934 : In Sachen Timpe
- 1934 : Meine Frau, die Schützenkönigin
- 1934 : Krach im Forsthaus
- 1934 : Der Schrecken vom Heidekrug
- 1934 : Der kühne Schwimmer
- 1934 : Jede Frau hat ein Geheimnis
- 1934 : Jungfrau gegen Mönch
- 1934 : Lockvogel (de)
- 1934 : Mausi
- 1934 : Wenn Mutter nicht zuhause ist
- 1934 : Nischt geht über die Gemütlichkeit
- 1934 : Der Mann mit dem Affen
- 1936 : Le Célèbre inconnu
- 1937 : Alarm in Peking
- 1938 : Petermann ist dagegen